# اس‌اس ویلسون (۱۹۶۸)
اس‌اس ویلسون (۱۹۶۸) (به انگلیسی: SS Wilson (1968)) یک کشتی است که طول آن ۱۸۴٫۴۰۴ متر (۶۰۵٫۰۰ فوت) می‌باشد. این کشتی در سال ۱۹۶۸ ساخته شد.